# Torre del Sol
La Torre del Sol (太陽の塔 Taiyō no Tou?) es una escultura creada por el artista japonés Tarō Okamoto. Fue el símbolo de la Expo '70 y en la actualidad se conserva en el Expo Memorial Park en Suita, Osaka. La torre tiene en total tres caras.

## Historia
Originalmente, la torre fue construida para la Expo '70 y albergada en un edificio llamado "el Gran Tejado" diseñado por Kenzō Tange, un arquitecto japonés. La cúspide de la torre sobresalía el techo del edificio debido a su altura. Tras ser completada, el escritor japonés de ciencia ficción, Sakyo Komatsu, la miró y dijo que la asociaba con una descripción aparecida en una novela japonesa, La Estación del Sol, donde un personaje atravesó una puerta de papel con su pene erecto. El creador de la torre, habiendo oído esto, decidió bautizarla como "Torre del Sol".
La torre estuvo abierta al público, y los visitantes podían acceder a su interior durante la expo, aunque luego fue cerrada tras la misma. En el interior se encontraba otra obra de arte de grandes proporciones, el "Árbol de la Vida", que representaba la evolución de las especies, parcialmente creado por Tsuburaya Productions. El Gran Tejado fue retirado en 1979, provocando que la torre quedara expuesta durante mucho tiempo, por lo que se fue deteriorando poco a poco. En una ocasión se sugirió demolerla, pero finalmente se decidió preservarla, y los trabajos de reparación se iniciaron en noviembre de 1994, terminando en marzo de 1995.
En los días 11 y 12 de octubre de 2003, el interior fue abierto para un selecto grupo de 1970 personas (el número fue elegido por el año de la expo). Antes de la apertura, unas 24.000 personas solicitaron estar en el evento, así que la Organización de la Conmemoración de la Exposición Universal del Japón '70 tomó la decisión de reabrirla en noviembre y diciembre del mismo año. Las oportunidades para visitar el interior continuaron, y unas 40.000 personas en total la visitaron hasta octubre de 2006. Debido a los trabajos para el 40.º aniversario de la Expo '70, en 2010, la torre se encuentra cerrada de nuevo.
En la actualidad se encuentra abierta al público y es posible entrar con reservación previa.

## Descripción
La altura de la torre es de 70 metros, el diámetro en la base es de 20, y la envergadura de los brazos es de 25. La torre posee tres caras, dos por delante y una por detrás. La cara situada en la cima, con un diámetro de 11 metros, representa el futuro. Una antena conectada a ella sirve como conductor. En los ojos de la cara se situaron inicialmente lámparas de Xenón, pero éstas se deterioraron después de la expo. El 25 de septiembre de 2004 se instalaron nuevas luces cerca las viejas, y se encendieron para avisar de la Expo 2005. La cara entre los brazos representa el presente, y la cara negra en la espalda representa el Sol del pasado. Originalmente había otra cara, el "Sol del Inframundo" localizada en el suelo de la base, aunque actualmente ésta ha sido trasladada a algún lugar desconocido. Las líneas rojas en los laterales representan rayos.
En el interior de la torre se exhibía la escultura llamada el "Árbol de la Vida", y muchas miniaturas y objetos creados por Tsuburaya Productions colgaban de él. Tenía 45 metros de altura y representa la fuerza de la vida para caminar hacia el futuro. En la torre había escaleras automáticas rodeando al árbol, y un ascensor que permitía acceder al piso superior. Uno de los ascensores, que conectaba con el Gran Tejado a través de una pared abierta fue cerrado tras la expo. Originalmente, "La Torre de la Madre" y "La Torre de la Juventud" fueron colocadas respectivamente al este y oeste de los terrenos de la expo, ambas también obras de Okamoto, pero ambas fueron retiradas después.
Una versión en miniatura de la Torre del Sol se encuentra en el Museo de Arte Tarō Okamoto. La torre ha sido designada como una de las 100 mejores obras de arte de Japón por Agencia de Asuntos Culturales.